# Peucrist
El peucrist, herba desinflamatòria o peu de Crist (Alchemilla alpina), és una espècie de planta amb flors pertanyent a la família de les rosàcies original de les regions septentrionals d'Europa i Àsia i zones muntanyoses de l'Àfrica, Nord i Sud d'Amèrica.
Addicionalment pot rebre els noms d'herba argentada, herba estelada i pota de lleó.
En català es coneix com a herba estelada perquè les fulles recorden la forma d'un estel i com a peu de crist a causa dels lòbuls de les fulles que s'identifiquen amb les llagues de Jesucrist.

## Característiques morfològiques
És una planta herbàcia perenne que arriba als 10-50 cm d'alçada, amb fulles arronyonades o ovalades i amb flors petites agrupades en corimbes.